# Куэрдельский клад

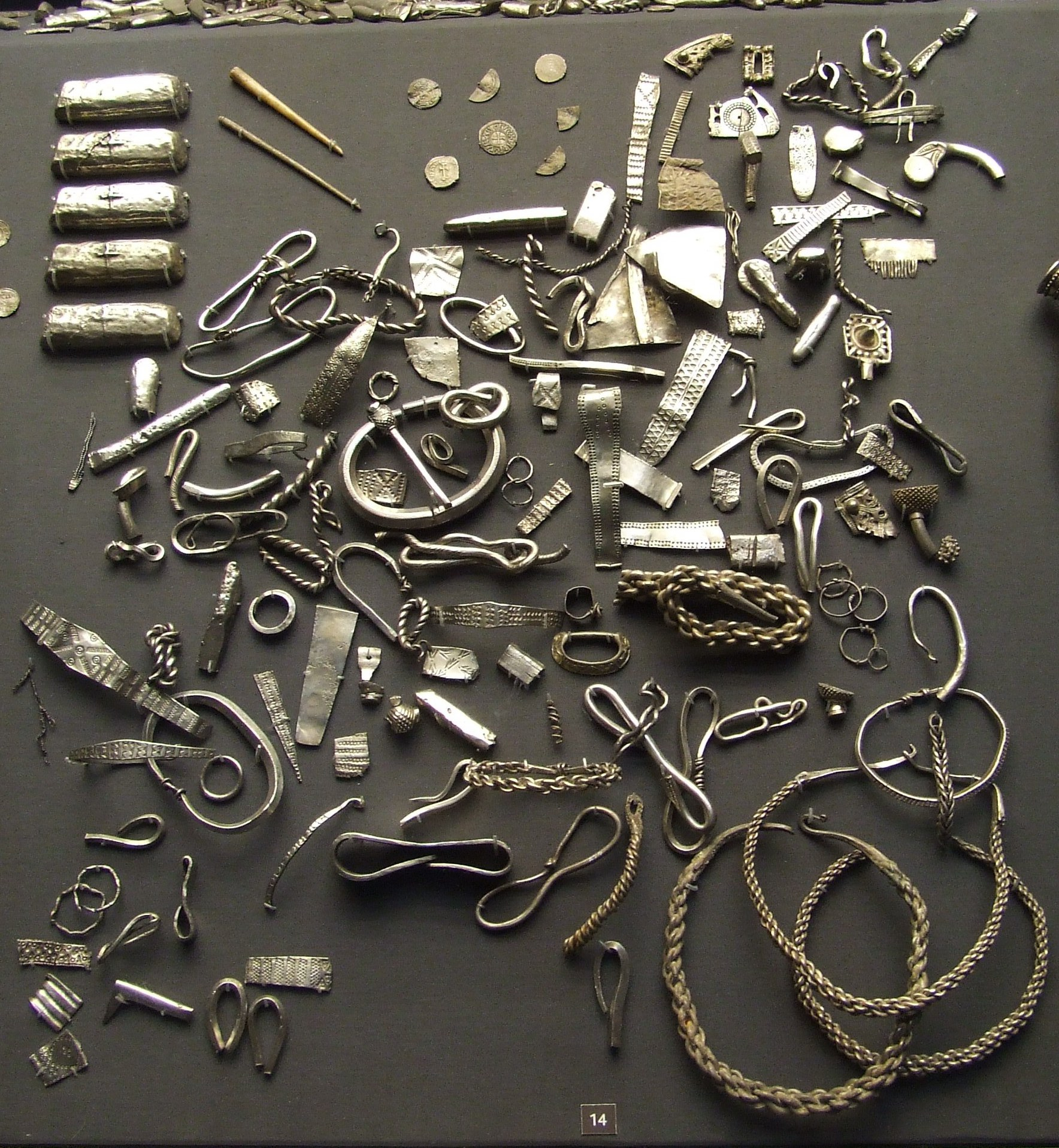
Серебряные предметы из Куэрдельского клада в коллекции Британского музея

Куэрдельский клад (англ. Cuerdale Hoard) — самый большой из когда-либо найденных кладов на Британских островах.
Состоит из более чем 8600 предметов, в том числе серебряных монет (около 7000 шт), английских и времён Каролингов, ювелирных изделий, слитков.
Был обнаружен 15 мая 1840 года на южном берегу в излучине реки Риббл, недалеко от города Престон (Ланкашир, Англия) группой рабочих, ремонтировавших набережную реки. Практически полностью был конфискован полицией.
Считается, что был закопан между 903 и 910 годами, вскоре после того, как викинги были изгнаны из Дублина в 902 году. 
Клад был отправлен в Британский музей в 1840 году. Интересен географией входящих в него предметов.